# Paguristes digitalis
Paguristes digitalis is een tienpotigensoort uit de familie van de Diogenidae. De wetenschappelijke naam van de soort is voor het eerst geldig gepubliceerd in 1858 door Stimpson.